# Kugelreuth
Kugelreuth ist ein Ortsteil der Gemeinde Eichigt im Vogtlandkreis in Sachsen. Der Ort liegt südwestlich des Kernortes Eichigt. Nördlich des Ortes verläuft die Staatsstraße S 309 und südlich die Staatsgrenze zu Tschechien. Südlich und südöstlich des Ortes erstreckt sich das etwa 135 ha große Naturschutzgebiet Dreiländereck.

## Geschichte
Am 1. Januar 1994 wurde Kugelreuth nach Eichigt eingemeindet. Vor der Eingemeindung nach Eichigt gehörte es zur ehemaligen Gemeinde Tiefenbrunn.

## Öffentlicher Nahverkehr
Kugelreuth wird von der vertakteten RufBus-Linie 56 des Verkehrsverbunds Vogtland mit Oelsnitz und Eichigt verbunden. In Bergen besteht Anschluss zum RufBus nach Adorf.

## Kulturdenkmale
In der Liste der Kulturdenkmale in Eichigt sind für Kugelreuth sechs Kulturdenkmale aufgeführt.